# Serpocaulon sehnemii
Serpocaulon sehnemii là một loài dương xỉ trong họ Polypodiaceae. Loài này được Labiak & J.Prado mô tả khoa học đầu tiên năm 2008.
Danh pháp khoa học của loài này chưa được làm sáng tỏ. 